# تکمین ناگور
تکمین ناگور (انگلیسی: Txomin Nagore؛ زادهٔ ۲۶ اوت ۱۹۷۴) بازیکن فوتبال اهل اسپانیا است.
از باشگاه‌هایی که در آن بازی کرده‌است می‌توان به باشگاه ورزشی رئال مایورکا، باشگاه فوتبال اتلتیکو مادرید، باشگاه فوتبال نومانسیا، باشگاه فوتبال میراندس، باشگاه فوتبال اتلتیک بیلبائو، باشگاه فوتبال لوانته، باشگاه فوتبال اوساسونا، و باشگاه فوتبال سلتاویگو اشاره کرد.
وی همچنین در تیم‌های ملی فوتبال باسک و Navarre autonomous football team بازی کرده‌است.